# ベオグラード＝バール鉄道

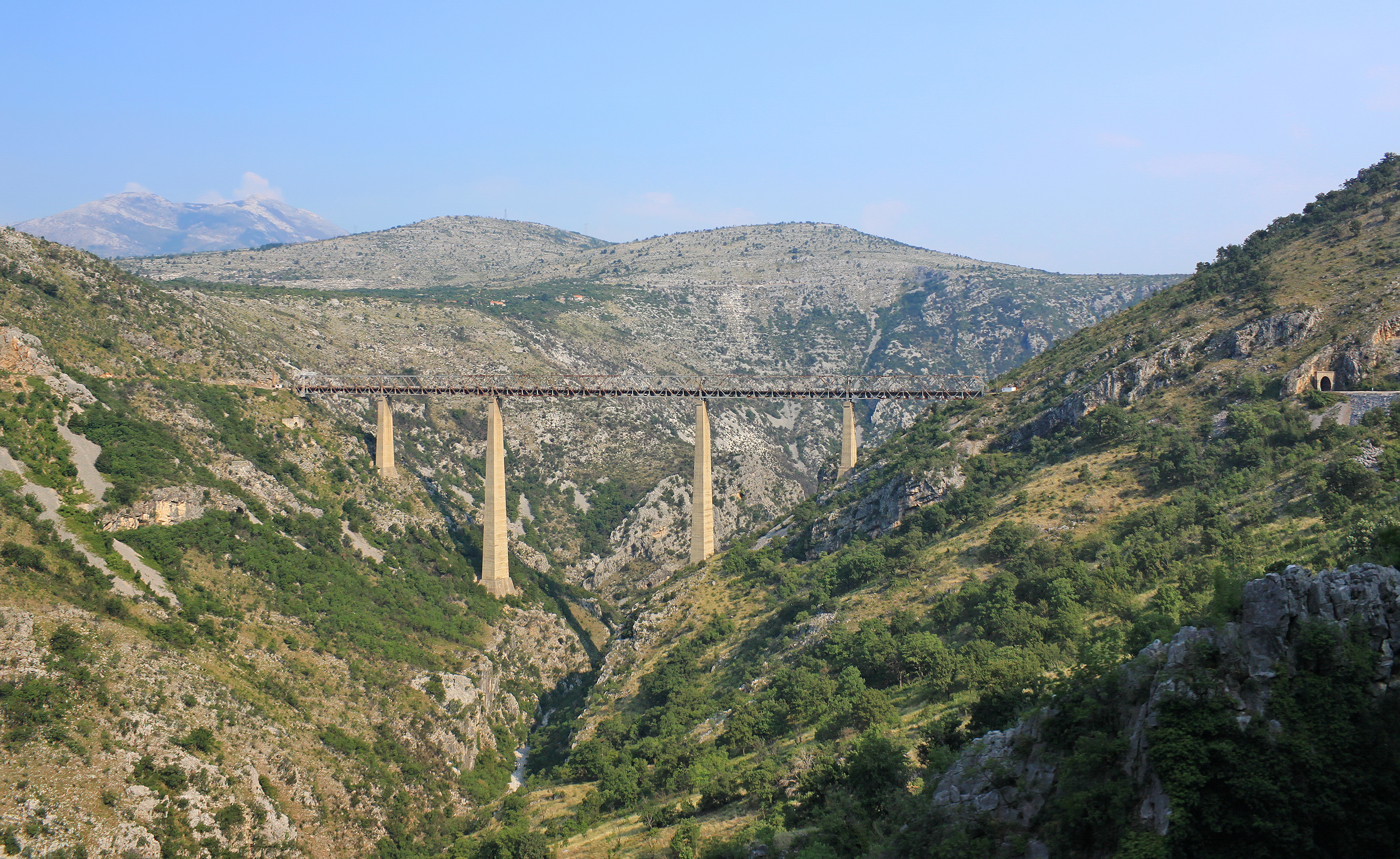
マラ・リイェカ橋梁

ベオグラード＝バール鉄道（セルビア語: Пруга Београд-Бар / Pruga Beograd-Bar）は、セルビアの首都ベオグラードとモンテネグロの主要港湾都市バールを結ぶ鉄道路線である。バール鉄道と通称される。

## 路線概要

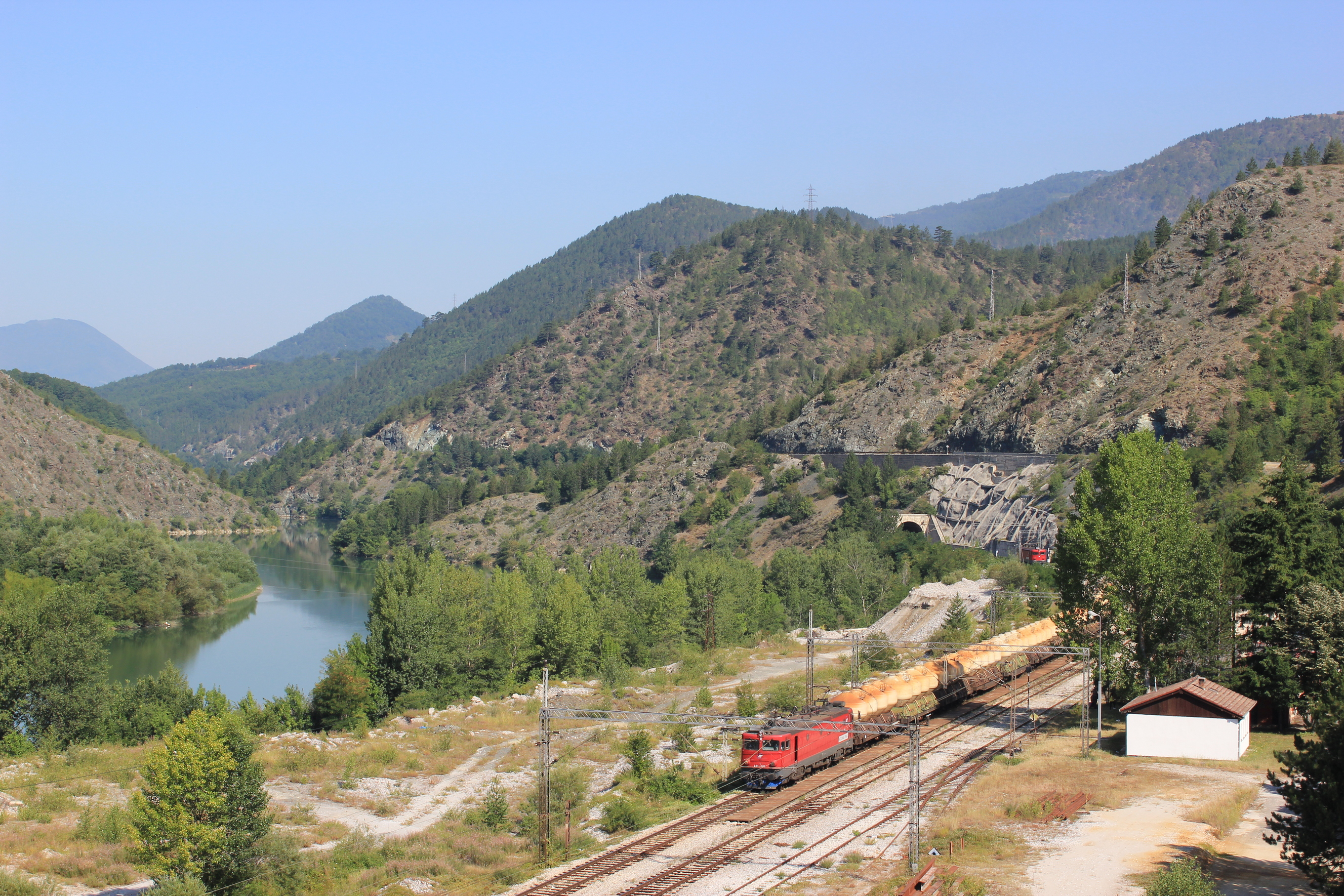
461系電気機関車牽引の貨物列車（プリボイ（:en:Priboj）付近）

全長476kmの単線標準軌で、301kmはセルビア領内を通り平均海抜は175mである。山岳路線で急勾配のため、強力な電気機関車を必要とするので、当初から全線交流電化25kv50Hzで建設された。合計114,435mに及ぶ254箇所のトンネル、14,598mに及ぶ435箇所の橋梁が含まれる。中でもソジナ・トンネル（6.17km、Sozina tunnel）とズラティボル・トンネル（6.17km）は路線内では最長トンネルである。良く知られている橋梁は、マラ・リイェカ橋梁（Mala Rijeka viaduct）で、長さは498m、地上高198mである。路線内の最高地点はコラシン（Kolašin）で海抜1,032mである。海抜40mのモンテネグロの首都であるポドゴリツァへは比較的短い距離を25‰の勾配で下って行く。シュトルプツィ（Štrpci）付近で、9kmの短いボスニア・ヘルツェゴビナ領区間を通過する。全線完成時はベオグラードから終着バールまでは7時間あまりで到達できたが、現在では通常10時間程度を要する。軌道の安全性が確保できないためで、全線で改良計画が進められている。

## 歴史
戦後、社会主義経済建設のため、ユーゴスラビア社会主義連邦共和国の中核プロジェクトとして、国の総力を挙げて1951年に着工された。建設の目的は、内陸の首都ベオグラードと、アドリア海に面する貿易港のバールとを、他国を経由せず最短距離で結ぶ戦略的なものだった。予定路線は道路さえまばらなディナル・アルプス山脈の深い山岳地帯であり、そこを貫くため、２本の長大トンネルと世界でいまだに最も高いマラ・リイェカ橋梁を含む難工事に、25年もの歳月を要した。
完成区間と年度は以下の通りである:
- 1958年: レスニク（Resnik） - ブレオツィ（Vreoci）
- 1959年: ポドゴリツァ - バール
- 1968年: ブレオツィ - ヴァリェヴォ（Valjevo）
- 1972年: ヴァリェヴォ- ウジツェ（Užice）
- 1976年: ウジツェ - ポドゴリツァ

建設工事は1975年9月27日に終え、軌道はモンテネグロのコラシンの南側でつながった。しかし、本来の目的で機能したのはわずか15年間であった。1991年にユーゴスラビア社会主義連邦共和国は崩壊し、その後の1990年代は慢性的な財源不足の影響によって荒廃が進み安全が確保できなくなった。47名が死亡したビオチェでの列車脱線事故（Bioče train disaster）で危険性はピークに達し、全線で補修が進められている。
1999年にはコソボ紛争によるNATO軍の空爆対象として深刻なダメージを受けている。ボスニア・ヘルツェゴビナ領内は平和安定化部隊によってダメージを受けた。戦後、全線で復旧された。
2006年にモンテネグロがセルビアから独立したあと、セルビア、ボスニア・ヘルツェゴビナ、モンテネグロの3国を通過する国際鉄道となっている。現在は、国家の経済機能を支える貨物輸送はあまり行われなくなり、むしろ風光明媚な山岳地帯を走る観光鉄道として、次第に旅行者の人気を集め始めている。